# US Open 2025 (gra pojedyncza kobiet)
Ten artykuł dotyczy przyszłego wydarzenia sportowego. Informacje w nim zawarte zmienią się w przyszłości.
US Open 2025 – gra pojedyncza kobiet – zawody singlowe kobiet, rozgrywane w ramach ostatniego, czwartego w sezonie wielkoszlemowego turnieju tenisowego, US Open. Zmagania będą miały miejsce w dniach 24 sierpnia–6 września 2025 na twardych kortach USTA Billie Jean King National Tennis Center w Nowym Jorku.

## Zawodniczki rozstawione
Na podstawie
| Numer | Tenisistka               | Ranking | Osiągnięcie |
| ----- | ------------------------ | ------- | ----------- |
| 01    | Aryna Sabalenka          | 1       |             |
| 02    | Coco Gauff               | 2       |             |
| 03    | Iga Świątek              | 3       |             |
| 04    | Jessica Pegula           | 4       |             |
| 05    | Mirra Andriejewa         | 5       |             |
| 06    | Zheng Qinwen             | 6       | wycofanie   |
| 07    | Amanda Anisimova         | 7       |             |
| 08    | Madison Keys             | 8       |             |
| 09    | Jasmine Paolini          | 9       |             |
| 10    | Paula Badosa             | 10      |             |
| 11    | Emma Navarro             | 11      |             |
| 12    | Karolína Muchová         | 12      |             |
| 13    | Jelena Rybakina          | 13      |             |
| 14    | Elina Switolina          | 14      |             |
| 15    | Diana Sznajder           | 15      |             |
| 16    | Jekatierina Aleksandrowa | 16      |             |

| Numer | Tenisistka               | Ranking | Osiągnięcie |
| ----- | ------------------------ | ------- | ----------- |
| 17    | Ludmiła Samsonowa        | 17      |             |
| 18    | Darja Kasatkina          | 18      |             |
| 19    | Clara Tauson             | 19      |             |
| 20    | Belinda Bencic           | 20      |             |
| 21    | Beatriz Haddad Maia      | 21      |             |
| 22    | Elise Mertens            | 22      |             |
| 23    | Linda Nosková            | 23      |             |
| 24    | Magdalena Fręch          | 24      |             |
| 25    | Jeļena Ostapenko         | 25      |             |
| 26    | Sofia Kenin              | 26      |             |
| 27    | Marta Kostiuk            | 27      |             |
| 28    | Magda Linette            | 28      |             |
| 29    | Ashlyn Krueger           | 29      |             |
| 30    | Anastasija Pawluczenkowa | 30      |             |
| 31    | McCartney Kessler        | 31      |             |
| 32    | Olga Danilović           | 32      |             |